# Theater im Bauturm
Das Theater im Bauturm – Freies Schauspiel Köln ist ein freies Theater, das 1983 im Gebäude der Architektengruppe Bauturm gegründet wurde. Es liegt im Belgischen Viertel an der Aachener Straße, hinter dem Café im Bauturm, schräg gegenüber der Volksbühne (ehemals Millowitsch-Theater).
Seit 2016 wird das Theater von Bernd Schlenkrich, Laurenz Leky und René Michaelsen gemeinsam geleitet. Das Repertoire umfasst neben modern aufgearbeiteten Theaterklassikern wie Don Quijote, Amphitryon oder Moby Dick auch eigene Stückentwicklungen, die häufig mit gesellschaftskritischen und humoristischen Elementen sowie einem internationalen als auch Kölner Bezugsrahmen spielen.

## Aktivität
Im Durchschnitt werden pro Spielzeit vier bis fünf Neuproduktionen am Haus inszeniert. Hinzu kommen ein umfangreicher Repertoirebetrieb und zahlreiche, zum Teil internationale Gastspiele.
Jährlich zählt das Theater im Bauturm bei ca. 300 Veranstaltungen zwischen 22.000 und 26.000 Zuschauende.

## Veranstaltungen

### Repertoire
Das Repertoire umfasst neben modern aufgearbeiteten Theaterklassikern wie Don Quijote, Amphitryon oder Moby Dick auch eigene Stückentwicklungen, die häufig mit gesellschaftskritischen und humoristischen Elementen sowie einem internationalen als auch Kölner Bezugsrahmen spielen. Sehr bekannt wurde bspw. die Produktion Petermann! Eine kölsche Paranoia, in der die Geschichte des unfreiwillig zum Star des Sitzungskarnevals der 1950er Jahre stilisierten Schimpansen Petermann auf eine scharfe Auseinandersetzung mit dem gesellschaftlich vorherrschenden Tier- und Menschenbild trifft. Viel mediale Aufmerksamkeit erhielt 2024 auch das Stück Hexe – Heldin – Herrenwitz, in welchem die Schauspielerinnen Susanne Pätzold und Nicole Kersten ein Panorama der Geschichte von Frauen in Köln auf die Bühne bringen. Weitere exemplarische Programmpunkte wären etwa Cola Lemon 30 Cent zum Thema Spielsucht oder die Filmreihe Connecting Rivers mit Dokumentationen aus aller Welt zu Alternativen zu Kapitalismus, Umweltzerstörung und Unterdrückung. Hin und wieder zeigt das Theater auch (musikalische) Gastspiele.

### Festivals
Das Theater im Bauturm nimmt regelmäßig teil am Festival der darstellenden Künste (ehemals Theaternacht), organisiert vom Verein Darstellende Künste Köln, am Sommerblut Festival sowie an der Tour Belgique. In der Vergangenheit war das Theater im africologneFESTIVAL involviert.

### Veranstaltungen des Fördervereins
Der Verein Freunde und Förderer des Theaters im Bauturm. Köln e. V. organisiert regelmäßig Veranstaltungen für Vereinsmitglieder, wie bspw. Vorträge, Gespräche zu einzelnen Inszenierungen, Reisen zu anderen Theatern und Stücken in Deutschland oder den Bauturm Brunch. Zudem verleiht der Vereinsvorstand seit 2006 im Rhythmus von zwei bis drei Jahren den Bauturm-Kunstpreis, mit dem Personen ausgezeichnet werden, die sich durch besondere Verdienste zur Unterstützung des Theater im Bauturm ausgezeichnet haben. Der Preis selbst hat jedes Mal eine andere Form, da bekannte bildende Künstlern eines ihrer Werke stiften.

## Ausstattung
Durch den Gang rechts neben dem Café im Bauturm gelangt man an den Theaterschaukästen mit aktuellen Stückinformationen vorbei zum Foyer mit einer kleinen Bar und dem Theatersaal. Der Theatersaal verfügt über ca. 130 Sitzplätze und eine Bühnenhöhe von 2,90 m. Das Theater vermietet seinen Saal gelegentlich an Externe.
Seit 1986 gewährt die Stadt Köln dem Theater jährliche Betriebskostenzuschüsse. Zu einem wesentlichen Teil trägt sich das Haus durch den Verein der Freunde und Förderer des Theaters im Bauturm. Köln e. V.

## Geschichte
Ein Kollektiv von Schauspielern, Regisseuren und weiteren künstlerisch Interessierten gründete 1983 das Theater im Bauturm in dem Gebäude, in dem es bis heute angesiedelt ist. Zu dem Gründungskollektiv gehörte u. a. Hans-Georg Bögner, der auch ein Vorstand des Trägervereins ist. Pauken und Trompeten von Bertolt Brecht nach George Farquhar war das erste Theaterstück, das am Theater im Bauturm aufgeführt wurde. Die Premiere fand am 7. Oktober 1983 statt. Der Kontrabass von Patrick Süskind hatte am 7. Juni 1984 am Theater im Bauturm Premiere. Die Inszenierung mit Axel Siefer in der Hauptrolle lief bis zum 12. Juni 2016 in insgesamt über 1.000 Vorstellungen. Zu Beginn kollektiv geführt, erhielt das Theater 1986 mit Axel Siefer seinen ersten Leiter. Nach Siefers Rückzug aus Protest gegen die Kölner Kulturpolitik leitete Thomas Wenzel das Haus von 1991 bis 1995. In dieser Zeit unternahm der Trägerverein den Versuch, ein festes Ensemble zu unterhalten, wandte sich von dieser Idee jedoch wieder ab. Von 1995 bis 2016 leitete Gerhardt Haag das Theater. Seit August 2016 liegt die Leitung in den Händen von Laurenz Leky (Theaterleitung), Bernd Schlenkrich (Geschäftsführung) und René Michaelsen (Dramaturgie). Bernd Schlenkrich ist außerdem Vorstandsmitglied im Verein Darstellende Künste Köln.
1987 wurde der Verein der Freunde und Förderer des Theaters im Bauturm e. V. gegründet. Inzwischen gehören dem Verein mehr als 215 Mitglieder an, die mit ihren Beiträgen und Spenden zahlreiche Produktionen und Investitionen möglich gemacht haben. Seit 2009 gibt es die Theaterschwärmer für jene Mitglieder unter 34 Jahren. Neben zahlreichen stillen Mitgliedern hat sich eine Community entwickelt, die im Interesse am Schauspiel regelmäßig zusammenkommt und im engen Kontakt mit dem aktuellen Geschehen am Haus steht.
In der Spielzeit 2023/2024 feierte das Theater im Bauturm sein 40-jähriges Bestehen und Wirken.

## Auszeichnungen
- Kölner Theaterpreis 1991 für die Gesamtleistung des Bauturm-Ensembles
- Kölner Theaterpreis 1996 für die Produktion KUNST von Yasmina Reza in Inszenierung von Heinrich Cuipers, Gerhardt Haag und Axel Siefer
- Kölner Theaterpreis 2004 für die Produktion Nora von Henrik Ibsen in Inszenierung von Axel Siefer
- Kölner Theaterpreis 2007 für die Produktion Der Kick von Andreas Veiel und Gesine Schmidt in Inszenierung von Harald Demmer
- Kölner Theaterpreis 2011 für die Produktion Faust. Der Tragödie erster Teil von J.W. v. Goethe in Inszenierung von Jörg Fürst
- Kölner Ehrentheaterpreis 2013 für seine Theaterleitung an Gerhardt Haag[18]
- Kölner Theaterpreis 2016 für die Produktion Verbrennungen. Die Frau, die singt von Wajdi Mouawad in Inszenierung von Rüdiger Pape
- Kölner Theaterpreis 2018 für die Produktion Don Quijote von Miguel de Cervantes in Inszenierung von Kieran Joel
- Kurt-Hackenberg-Preis für politisches Theater 2021 für die Produktion Madonnas letzter Traum von Doğan Akhanlı[19]

### Bauturm-Kunstpreis
- 2006 erhielt die Schauspielerin Renan Demirkan den Preis. Sie hatte sich in einer finanziell schwierigen Situation bereit erklärt, das Stück Love Letters ohne Honorar zu proben und zehnmal zu spielen. Der Objektkünstler Günther Uecker stiftete eine seiner Nagelkonstruktionen.[20]
- 2008 wurde Axel Siefer, Regisseur und Schauspieler (u. a. in Der Kontrabaß), mit der Auszeichnung für sein Engagement geehrt. Er leitete in den Anfangsjahren den Bauturm und beteiligte sich auch danach immer wieder an der Weiterentwicklung des Theaters. Axel Siefer erhielt eine Stahl-Skulptur des im August 2010 verstorbenen Künstlers Ansgar Nierhoff.[21][22]
- 2010 erhielten alle Beteiligten der Benefiz-Lesereihe „Kölner lesen zu zweit“ den Bauturm Kunstpreis in Form einer Holzskulptur von Erwin Wortelkamp. Stellvertretend nahm Gisela Völger, die die Lesereihe die ersten Jahre organisiert und durchgeführt hatte, den Preis entgegen. Die Laudatio hielt ein Kölner Rechtsanwalt.[23]
- 2012 wurde der Preis an die langjährigen Vermieter und Unterstützer des Theaters verliehen: Gabi und Erich Schneider-Wessling, Vreneli und Peter Busmann sowie Gerda und Gottfrid Haberer. Der Preis wurde gestiftet von Gerd Bonfert.[24]
- 2014 erhielt Gabriele von Brochowski den Bauturm-Kunstpreis. Die ehemalige Botschafterin der Europäischen Union in Westafrika ist Impulsgeberin und Unterstützerin des africologneFestivals.[25]
- 2017 wurde der Pantomime Milan Sladek, der 1974 in den Räumen einer ehemaligen Druckerei die Bühne errichtete, auf der heute das Theater im Bauturm spielt, mit dem Preis ausgezeichnet.[26]
- 2023 erhielt ihn Markus John für sein Ein-Mann-Stück Foxi, Jussuf, Edeltraud.[27][28]